# Zapasy na Letnich Igrzyskach Olimpijskich 1996

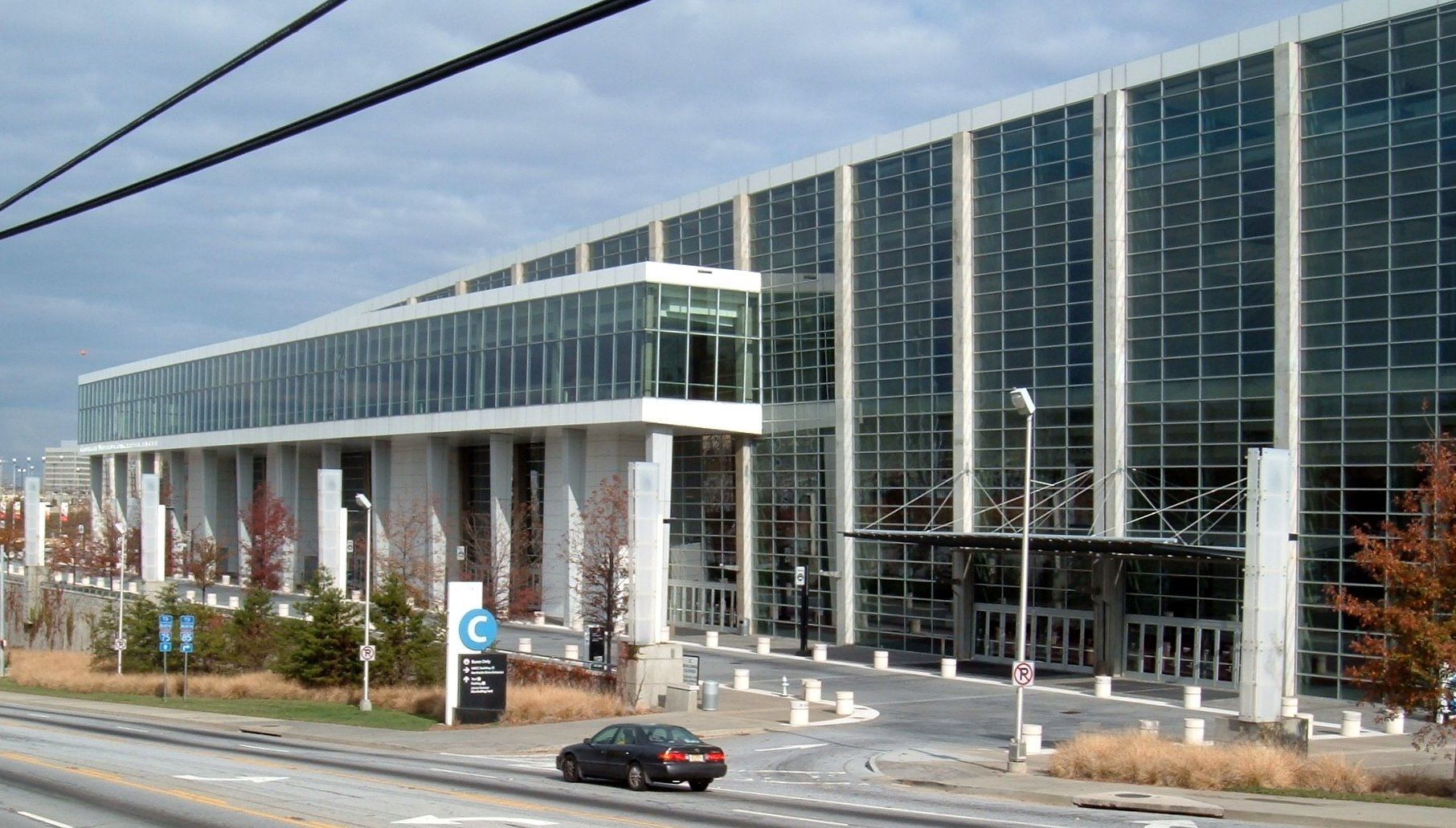
Georgia World Congress Center – miejsce rywalizacji zapaśników podczas Letnich Igrzysk Olimpijskich 1996 w Atlancie.

Zapasy na Letnich Igrzyskach Olimpijskich 1996 w Atlancie zostały rozegrane w dniach 19 lipca – 2 sierpnia w hali Georgia World Congress Center. Zapaśnicy walczyli w 20 kategoriach wagowych (10 w stylu wolnym i 10 w stylu klasycznym). Tabelę medalową zawodów zapaśniczych wygrali Rosjanie z dorobkiem 4 złotych krążków przed Amerykanami (3 złote medale) i Polakami (3 złote medale). Reprezentacja Polski wygrała tabelę medalową obejmującą tylko styl klasyczny (5 medali, w tym 3 złote) podczas gdy reprezentacja Stanów Zjednoczonych zwyciężyła w tabeli medalowej (5 medali) tylko dla krążków zdobytych w stylu wolnym.

## Medaliści

### Styl wolny
| Kategoria wagowa |                        |                        |                   |
| ---------------- | ---------------------- | ---------------------- | ----------------- |
| (- 48 kg)        | Kim Il-ong             | Armen Mykyrtczian      | Alexis Vila       |
| (- 52 kg)        | Walentin Jordanow      | Namiq Abdullayev       | Mäulen Mamyrow    |
| (- 57 kg)        | Kendall Cross          | Gia Sissaouri          | Ri Yong-sam       |
| (- 62 kg)        | Tom Brands             | Jang Jae-seong         | Elbrus Tedejew    |
| (- 68 kg)        | Wadim Bogijew          | Townsend Saunders      | Zaza Zazirow      |
| (- 74 kg)        | Buwajsar Sajtijew      | Park Jang-sun          | Takuya Ōta        |
| (- 82 kg)        | Chadżymurad Magomiedow | Yang Hyeong-mo         | Amir Reza Chadem  |
| (- 90 kg)        | Rasul Chadem           | Macharbiek Chadarcew   | Eldar Kurtanidze  |
| (- 100 kg)       | Kurt Angle             | Abbas Dżadidi          | Arawat Sabiejew   |
| (- 130 kg)       | Mahmut Demir           | Alaksiej Miadzwiedzieu | Bruce Baumgartner |

### Styl klasyczny
| Kategoria  |                      |                   |                      |
| ---------- | -------------------- | ----------------- | -------------------- |
| (- 48 kg)  | Sim Gwon-ho          | Aleksandr Pawłow  | Zafar Gulijew        |
| (- 52 kg)  | Armen Nazarian       | Brandon Paulson   | Andrij Kałasznikow   |
| (- 57 kg)  | Jurij Mielniczenko   | Dennis Hall       | Sheng Zetian         |
| (- 62 kg)  | Włodzimierz Zawadzki | Juan Luis Marén   | Mehmet Akif Pirim    |
| (- 68 kg)  | Ryszard Wolny        | Ghani Yalouz      | Aleksandr Trietjakow |
| (- 74 kg)  | Filiberto Ascuy      | Marko Asell       | Józef Tracz          |
| (- 82 kg)  | Hamza Yerlikaya      | Thomas Zander     | Waleryj Cyleńć       |
| (- 90 kg)  | Wjaczesław Ołejnyk   | Jacek Fafiński    | Maik Bullmann        |
| (- 100 kg) | Andrzej Wroński      | Siarhiej Lisztwan | Mikael Ljungberg     |
| (- 130 kg) | Aleksandr Karielin   | Matt Ghaffari     | Serghei Mureico      |

### Tabela medalowa zawodów zapaśniczych
| Poz. | Państwo           |   |   |   | Łącznie |
| ---- | ----------------- | - | - | - | ------- |
| 1    | Rosja             | 4 | 1 | 2 | 7       |
| 2    | Stany Zjednoczone | 3 | 4 | 1 | 8       |
| 3    | Polska            | 3 | 1 | 1 | 5       |
| 4    | Turcja            | 2 | 0 | 1 | 3       |
| 5    | Korea Południowa  | 1 | 3 | 0 | 4       |
| 6    | Iran              | 1 | 1 | 1 | 3       |
| 6    | Kuba              | 1 | 1 | 1 | 3       |
| 8    | Armenia           | 1 | 1 | 0 | 2       |
| 9    | Ukraina           | 1 | 0 | 3 | 4       |
| 10   | Korea Północna    | 1 | 0 | 1 | 2       |
| 10   | Kazachstan        | 1 | 0 | 1 | 2       |
| 12   | Bułgaria          | 1 | 0 | 0 | 1       |
| 13   | Białoruś          | 0 | 3 | 1 | 4       |
| 14   | Niemcy            | 0 | 1 | 2 | 3       |
| 15   | Azerbejdżan       | 0 | 1 | 0 | 1       |
| 15   | Kanada            | 0 | 1 | 0 | 1       |
| 15   | Francja           | 0 | 1 | 0 | 1       |
| 15   | Finlandia         | 0 | 1 | 0 | 1       |
| 19   | Japonia           | 0 | 0 | 1 | 1       |
| 19   | Gruzja            | 0 | 0 | 1 | 1       |
| 19   | Chiny             | 0 | 0 | 1 | 1       |
| 19   | Szwecja           | 0 | 0 | 1 | 1       |
| 19   | Mołdawia          | 0 | 0 | 1 | 1       |